# Moszny (przystanek kolejowy)
Moszny (biał. Мошны, ros. Мошны) – przystanek kolejowy w miejscowości Moszny, w rejonie oktiabrskim, w obwodzie homelskim, na Białorusi. Położony jest na linii Bobrujsk - Rabkor.